# إيفانز جوزيف
إيفانز جوزيف (بالفرنسية: Evens Joseph)‏ هو لاعب كرة قدم فرنسي في مركز الهجوم، ولد في 16 يوليو 1999 في نويي-سور-مارن في فرنسا. لعب مع ستاد ماليرب كان.

## وصلات خارجية
- إيفانز جوزيف على موقع قاعدة بيانات كرة القدم.إي يو (الإنجليزية)
- إيفانز جوزيف على موقع Soccerway.com (الإنجليزية)